# Neustadt (Hessen)
Neustadt is een gemeente in de Duitse deelstaat Hessen, gelegen in de Landkreis Marburg-Biedenkopf. De stad telt 9.947 inwoners.

## Geografie
Neustadt heeft een oppervlakte van 56,88 km² en ligt in het centrum van Duitsland, iets ten westen van het geografisch middelpunt.

## Stadsdelen
- Mengsberg
- Momberg
- Neustadt (Kernstadt)
- Speckswinkel

Amöneburg ·
Angelburg ·
Bad Endbach ·
Biedenkopf ·
Breidenbach ·
Cölbe ·
Dautphetal ·
Ebsdorfergrund ·
Fronhausen ·
Gladenbach ·
Kirchhain ·
Lahntal ·
Lohra ·
Marburg ·
Münchhausen ·
Neustadt (Hessen) ·
Rauschenberg ·
Stadtallendorf ·
Steffenberg ·
Weimar (Lahn) ·
Wetter (Hessen) ·
Wohratal